# Savoisy
Savoisy est une commune française située dans le département de la Côte-d'Or, en région Bourgogne-Franche-Comté.

## Géographie

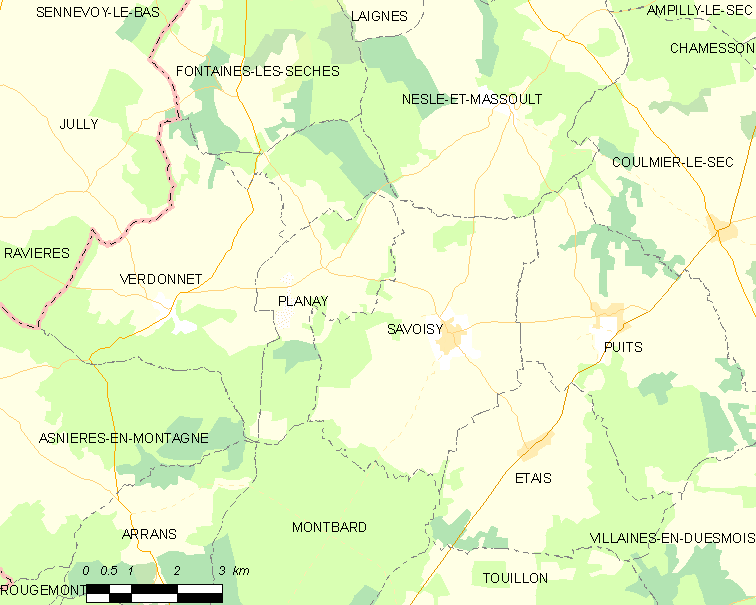

La superficie de Savoisy est de 2 477 hectares (24,77 km2) avec une altitude minimum de 259 mètres et un maximum de 341 mètres.

### Climat
Pour des articles plus généraux, voir Climat de la Bourgogne-Franche-Comté et Climat de la Côte-d'Or.
En 2010, le climat de la commune est de type climat des marges montargnardes, selon une étude du Centre national de la recherche scientifique s'appuyant sur une série de données couvrant la période 1971-2000. En 2020, Météo-France publie une typologie des climats de la France métropolitaine dans laquelle la commune est exposée à un climat océanique altéré et est dans la région climatique  Lorraine, plateau de Langres, Morvan, caractérisée par un hiver rude (1,5 °C), des vents modérés et des brouillards fréquents en automne et hiver. 
Pour la période 1971-2000, la température annuelle moyenne est de 10,1 °C, avec une amplitude thermique annuelle de 16 °C. Le cumul annuel moyen de précipitations est de 863 mm, avec 12,3 jours de précipitations en janvier et 8,5 jours en juillet. Pour la période 1991-2020, la température moyenne annuelle observée sur la station météorologique de Météo-France la plus proche, « Montbard_sapc », sur la commune de Montbard à 13 km à vol d'oiseau, est de 11,4 °C et le cumul annuel moyen de précipitations est de 853,5 mm,. Pour l'avenir, les paramètres climatiques de la commune estimés pour 2050 selon différents scénarios d'émission de gaz à effet de serre sont consultables sur un site dédié publié par Météo-France en novembre 2022.

## Urbanisme

### Typologie
Au 1er janvier 2024, Savoisy est catégorisée commune rurale à habitat dispersé, selon la nouvelle grille communale de densité à 7 niveaux définie par l'Insee en 2022.
Elle est située hors unité urbaine. Par ailleurs la commune fait partie de l'aire d'attraction de Montbard, dont elle est une commune de la couronne,. Cette aire, qui regroupe 34 communes, est catégorisée dans les aires de moins de 50 000 habitants,.

### Occupation des sols
L'occupation des sols de la commune, telle qu'elle ressort de la base de données européenne d’occupation biophysique des sols Corine Land Cover (CLC), est marquée par l'importance des territoires agricoles (71,9 % en 2018), une proportion sensiblement équivalente à celle de 1990 (71,5 %). La répartition détaillée en 2018 est la suivante : 
terres arables (69,1 %), forêts (26,9 %), zones agricoles hétérogènes (2,8 %), zones urbanisées (1,2 %). L'évolution de l’occupation des sols de la commune et de ses infrastructures peut être observée sur les différentes représentations cartographiques du territoire : la carte de Cassini (XVIIIe siècle), la carte d'état-major (1820-1866) et les cartes ou photos aériennes de l'IGN pour la période actuelle (1950 à aujourd'hui).

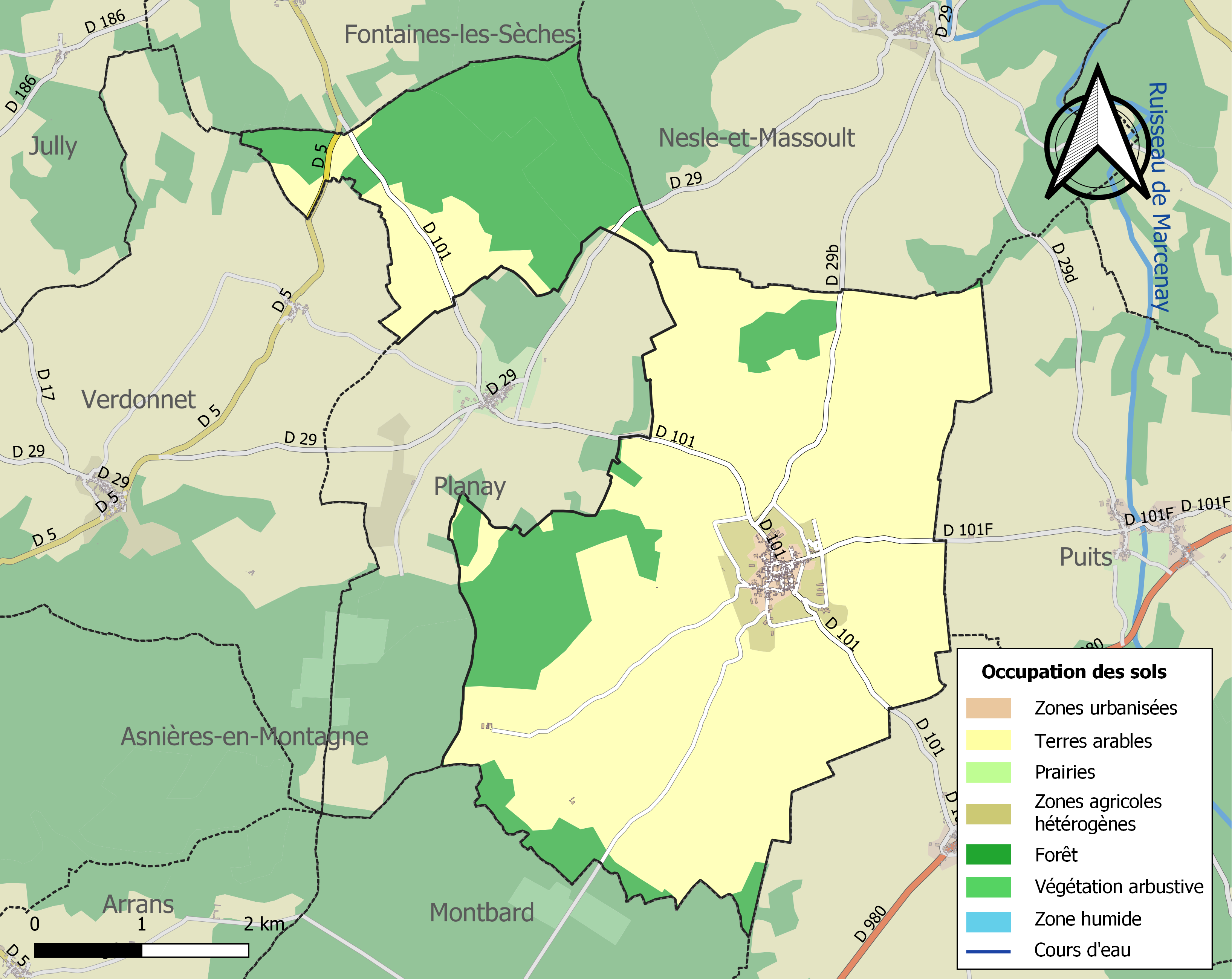
Carte des infrastructures et de l'occupation des sols de la commune en 2018 (CLC).

## Histoire

### Préhistoire et Antiquité
Les tumulus des Bois-Messieurs, de la Buchaille, de Cerficio, les sites gallo-romains du Caron Garnier, des Hauts Couverts, des Jouvenceys témoignent d'une occupation ancienne.

### Moyen Âge
La terre de Savoisy appartient en 1430 à Pierre de Bauffremont, qui la vend, entre cette date et 1433 à Nicolas Rolin qui y fait construire une maison forte en 1445. La seigneurie passe ensuite à son fils Guillaume Rollin, ambassadeur de Bourgogne auprès de Charles VII de France, elle échouera à son petit-fils Jean VIII Rollin, fils de François Rollin, au début du XVIe siècle.

### Époque moderne
En 1555, les Montmorency ceinturent le village de murailles percées de deux portes et affranchissent les habitants.

## Politique et administration
| Période                                  | Période  | Identité              | Étiquette     | Qualité |
| ---------------------------------------- | -------- | --------------------- | ------------- | ------- |
| mars 2001                                | 2014     | Jocelyne Laroche-Léon | Apparenté PCF |         |
| 2014                                     | En cours | Denis Salomon         |               |         |
| Les données manquantes sont à compléter. |          |                       |               |         |

Savoisy appartient :
- à l'arrondissement de Montbard,
- au canton de Châtillon-sur-Seine et
- à la communauté de communes du Pays Châtillonnais.

## Démographie
L'évolution du nombre d'habitants est connue à travers les recensements de la population effectués dans la commune depuis 1793. Pour les communes de moins de 10 000 habitants, une enquête de recensement portant sur toute la population est réalisée tous les cinq ans, les populations de référence des années intermédiaires étant quant à elles estimées par interpolation ou extrapolation. Pour la commune, le premier recensement exhaustif entrant dans le cadre du nouveau dispositif a été réalisé en 2006.

En 2022, la commune comptait 195 habitants, en évolution de −3,94 % par rapport à 2016 (Côte-d'Or : +0,82 %, France hors Mayotte : +2,11 %).
| 1793 | 1800 | 1806 | 1821 | 1836 | 1841 | 1846 | 1851 | 1856 |
| ---- | ---- | ---- | ---- | ---- | ---- | ---- | ---- | ---- |
| 689  | 680  | 641  | 585  | 604  | 602  | 573  | 581  | 547  |

| 1861 | 1866 | 1872 | 1876 | 1881 | 1886 | 1891 | 1896 | 1901 |
| ---- | ---- | ---- | ---- | ---- | ---- | ---- | ---- | ---- |
| 552  | 532  | 482  | 456  | 434  | 433  | 435  | 422  | 428  |

| 1906 | 1911 | 1921 | 1926 | 1931 | 1936 | 1946 | 1954 | 1962 |
| ---- | ---- | ---- | ---- | ---- | ---- | ---- | ---- | ---- |
| 411  | 382  | 336  | 323  | 283  | 266  | 280  | 314  | 282  |

| 1968 | 1975 | 1982 | 1990 | 1999 | 2006 | 2011 | 2016 | 2021 |
| ---- | ---- | ---- | ---- | ---- | ---- | ---- | ---- | ---- |
| 287  | 243  | 242  | 249  | 246  | 226  | 208  | 203  | 194  |

| 2022 | - | - | - | - | - | - | - | - |
| ---- | - | - | - | - | - | - | - | - |
| 195  | - | - | - | - | - | - | - | - |

## Lieux et monuments
- Église Saint-Martin, de style gothique, rebâtie en 1442 par Nicolas Rolin. Le chœur et l'avant-choeur sont ornés de peintures murales de la fin du XV° siècle/début XVI° représentant les Croix de consécration et les Apôtres. On peut y admirer des statues du XV° aux armes des Rolin classées MH, et les armes des Rolin à la clé de voûte du choeur. La nef a été bâtie au XV° siècle, et a dû être rebâtie une première fois en 1752, puis en 1780 par l'architecte Pierre-Jean Guillemot. Le chœur est  Inscrit MH (1926)[19].
- Château de Savoisy.

## Personnalités liées à la commune
- Charles de Savoisy, Grand Echanson de France, ami d'enfance du Roi Charles VI
- Pierre de Bauffremont,  comte de Charny et seigneur de Montfort.
- Nicolas Rolin, chancelier du duc de Bourgogne Philippe le Bon y fait construire une maison forte.
- Guillaume Rollin, ambassadeur de Bourgogne auprès de Charles VII de France.
- Henry Corot, archéologue ayant découvert en 1933 la statue de Dea Sequana lors des fouilles du sanctuaire gallo-romain des Sources de la Seine. Cette statue se trouve au Musée Archéologique de Dijon

## Héraldique
| Blason de Savoisy | Blason  | D'azur au chevron accompagné en chef de deux merlettes et en pointe de trois clés, le tout d'or. |
| Blason de Savoisy | Détails | Le statut officiel du blason reste à déterminer.                                                 |